# Ле-Кот-д’Аре
Ле-Кот-д'Аре (фр. Les Côtes-d'Arey) — коммуна во Франции, находится в регионе Рона — Альпы. Департамент коммуны — Изер. Входит в состав кантона Вьенн-Сюд. Округ коммуны — Вьенн.
Код INSEE коммуны — 38131. Население коммуны на 2006 год составляло 1729 человек. Населённый пункт находится на высоте от 217 до 409 метров над уровнем моря. Муниципалитет расположен на расстоянии около 430 км юго-восточнее Парижа, 34 км южнее Лиона, 75 км северо-западнее Гренобля. Мэр коммуны — M. Patrick Gagnaire, мандат действует на протяжении 2008—2014 гг.
Динамика населения (INSEE):